# San Giorgio e la principessa (Pisanello)
San Giorgio e la principessa è un affresco di Pisanello che si trova nella basilica di Santa Anastasia a Verona, nella parte più alta dell'arcata che dà accesso alla cappella Pellegrini (o "Giusti"). Si tratta di una delle opere più famose del tardo gotico, punto di arrivo della tradizione settentrionale in questo stile.

## Storia
L'affresco venne commissionato a Pisanello dalla famiglia Pellegrini, come si legge nel testamento di Andrea Pellegrini del 1429, ma è solo parzialmente conservato, in quanto quella ancora visibile è solamente una parte del ciclo che decorava l'intera cappella. La data dell'esecuzione è incerta: in genere viene collocata tra il ritorno da Roma nel 1433 e la partenza per Ferrara del 1438. La decorazione delle terrecotte nella cappella è documentata nel 1436 e alcuni indicano gli affreschi come coevi, mentre altri rilevano la difficile convivenza tecnica di due cantieri nella medesima cappella. Altri lo collocato invece al 1444-1446, dopo il concilio di Ferrara, come farebbero pensare alcuni dettagli legati ai ritratti del corteo di dignitari bizantini (come il cavallo dalle narici spaccate, usato nella realtà da Giovanni VIII Paleologo, o le fogge dei copricapi di alcuni personaggi); tali dettagli potrebbero tuttavia derivare invece dal corteo di Manuele II Paleologo al Concilio di Costanza avvenuto tra il 1414 e il 1418, come se ne dovevano già trovare nei suoi perduti affreschi nella basilica di San Giovanni in Laterano, stando ad alcuni schizzi e disegni superstiti da essi derivati.
Giorgio Vasari, nel suo Le vite de' più eccellenti pittori, scultori e architettori del 1568, ne parlò con ammirata enfasi. Purtroppo l'opera rimase a lungo esposta alle infiltrazioni d'acqua provenienti dal tetto della chiesa, riportando seri danni che colpirono soprattutto la parte sinistra dell'affresco, dove è raffigurato il drago. La parte superstite venne staccata dal muro nel XIX secolo, salvandola dalla sorte dell'altra metà, staccata alcuni anni più tardi, che intanto aveva perso tutte le decorazioni metalliche e le dorature. Riportato su un telaio, venne a lungo esposto nella cappella con la sinopia, prima di venire ricollocato nella sua posizione originaria nel 1996.

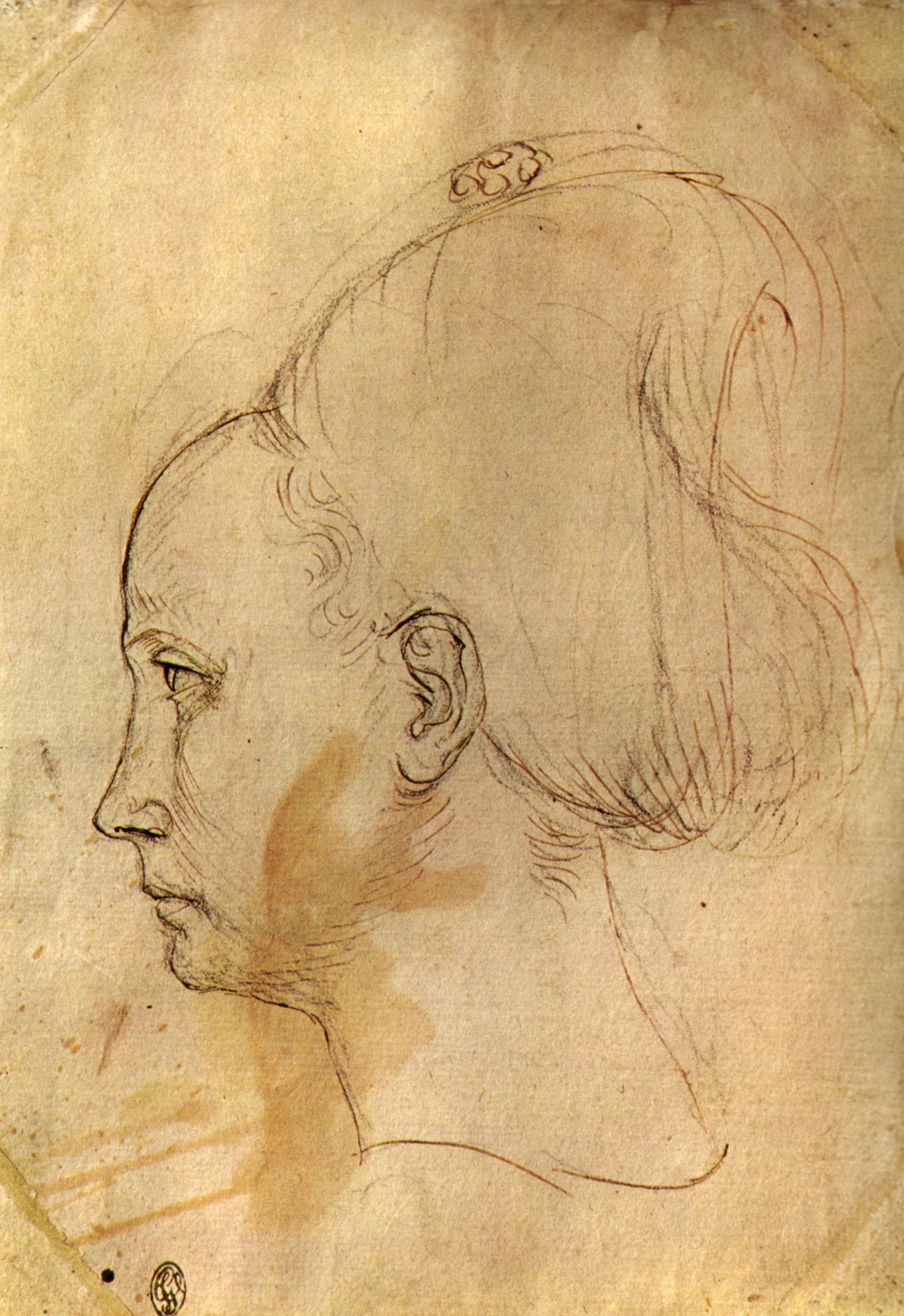
Studio della testa della principessa (Louvre n. 2342v)
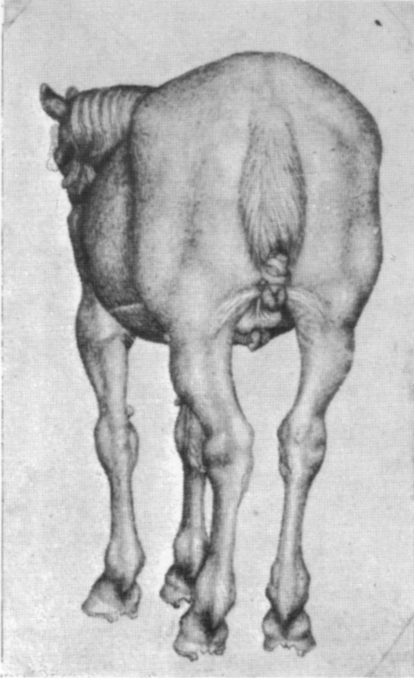
Studio di cavallo da tergo (Louvre n. 2444)
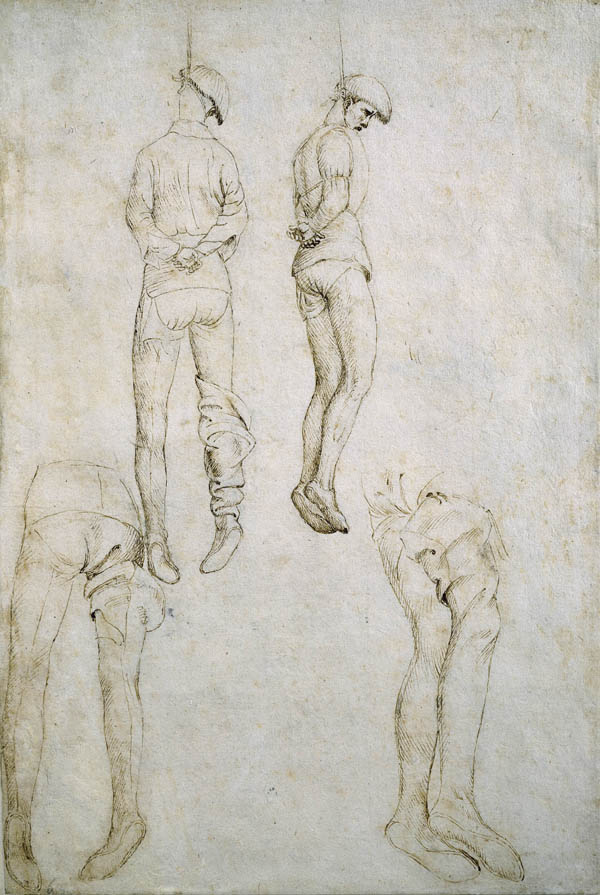
Studio di impiccati (Frick Collection n. 36-2)
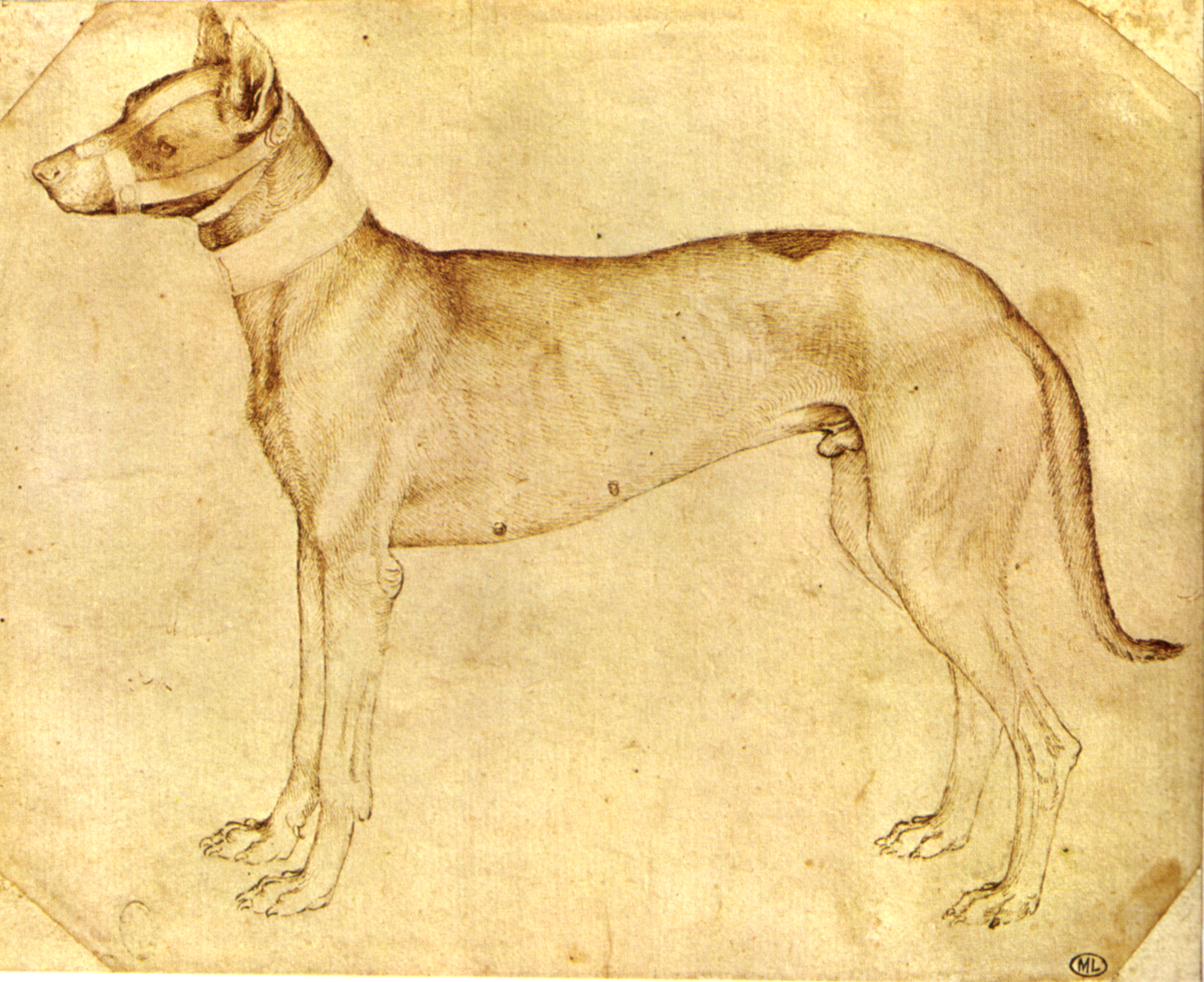
Studio del levriero (Louvre n. 2334)

## Descrizione

Parte destra dell'affresco

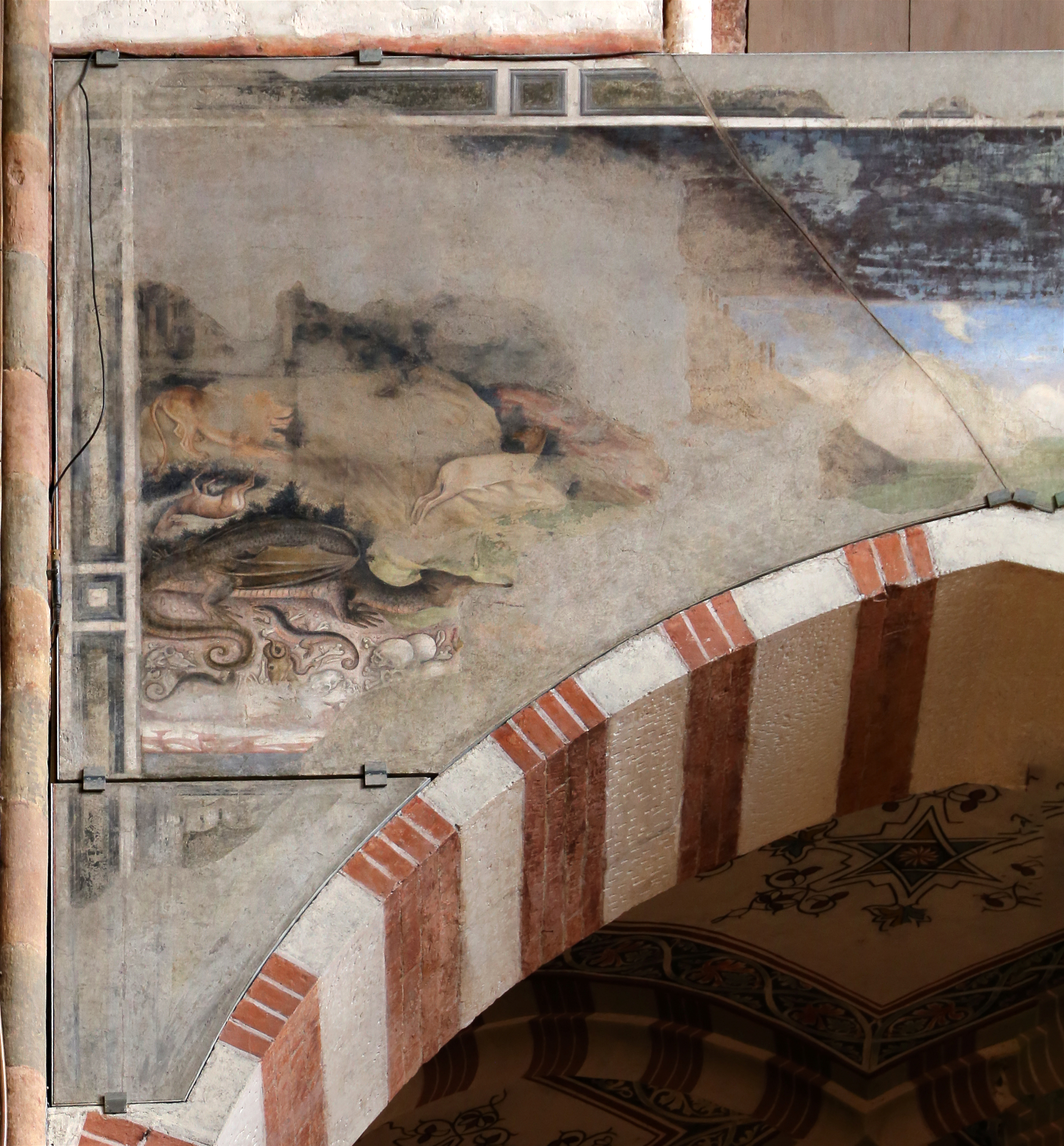
Parte sinistra dell'affresco

L'affresco era composto da due parti, quella destra, con il commiato di san Giorgio dalla principessa di Trebisonda, che ci è pervenuta in condizioni buone, e quella sinistra, con il drago al di là del mare, che è quasi totalmente perduta.
La parte superstite mostra un momento critico della storia di san Giorgio quando egli, indicato da un'iscrizione in lettere capitali alla base dell'affresco, sta salendo sul suo cavallo bianco (raffigurato di terga) per imbarcarsi e andare a uccidere il drago che si accingeva a divorare la figlia del re della città.  Il santo è infatti ritratto con un piede già sulla staffa, con lo sguardo già rivolto verso la sua destinazione, una barchetta che lo traghetterà dal mostruoso drago.
La principessa, dai tratti nobili e finissimi, assiste muta alla scena e dietro di lei si trovano tre cavalli con cavalieri, uno di fronte e due di profilo, e un ariete accovacciato. A sinistra si vedono un levriero e un cagnolino da compagnia. Straordinaria è la ricchezza delle armature e dei paramenti delle cavalcature, come anche la ricercatezza delle vesti e delle acconciature della principessa e del suo seguito. Essa è dipinta di profilo, come nelle effigi delle medaglie, ed ha un'acconciatura molto elaborata, con fasce che trattengono sospesa la grande massa di capelli e l'attaccatura della capigliatura altissima, secondo la moda dei primi decenni del secolo, ottenuta depilando i capelli sulla fronte e le tempie con una candela accesa. Il suo abito sontuoso è di stoffa e pelliccia, mentre gli animali dimostrano, ancora una volta, la predilezione dell'autore per le raffigurazioni acute e tratte dal vero della natura.

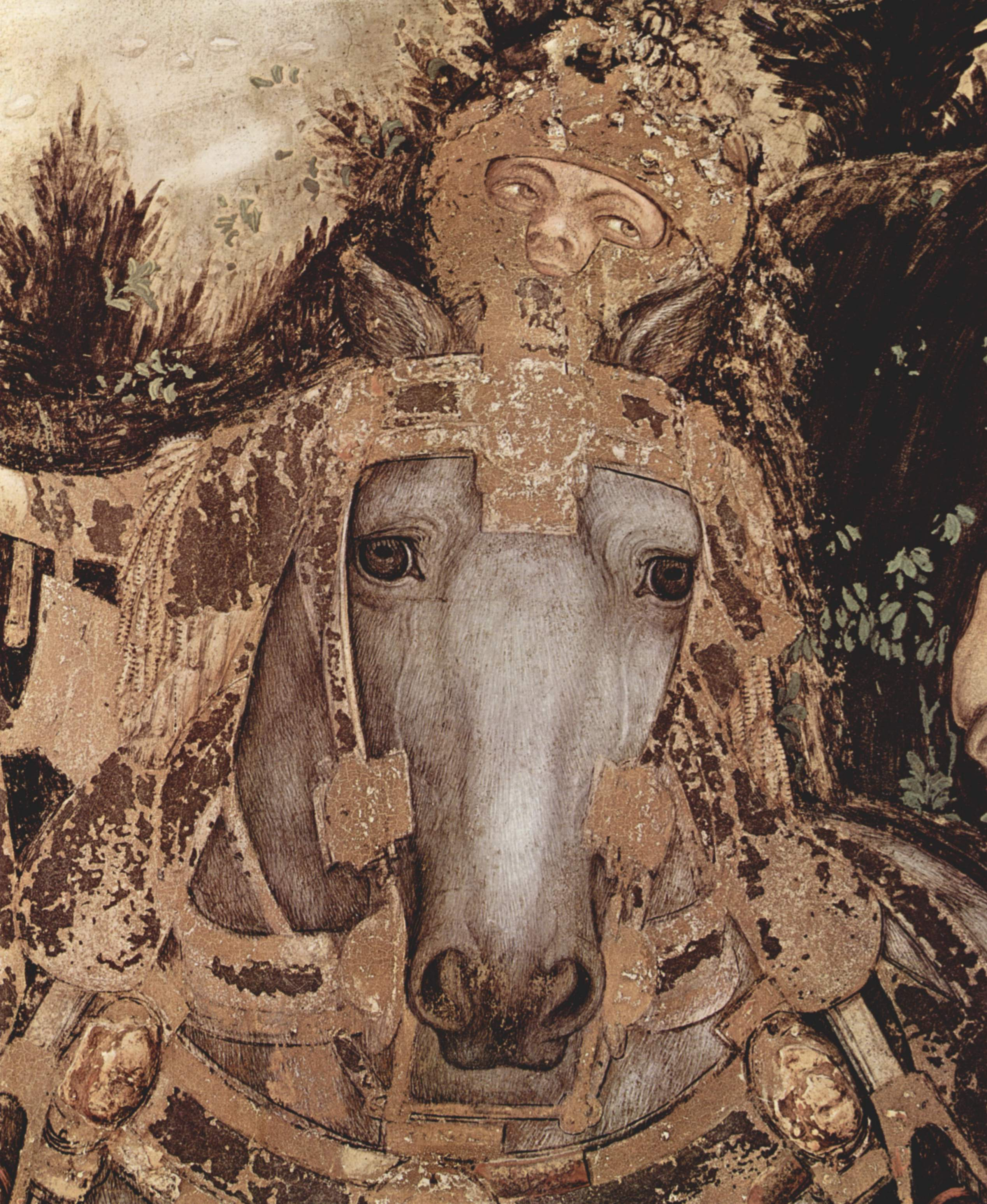
Dettaglio del cavallo e cavaliere

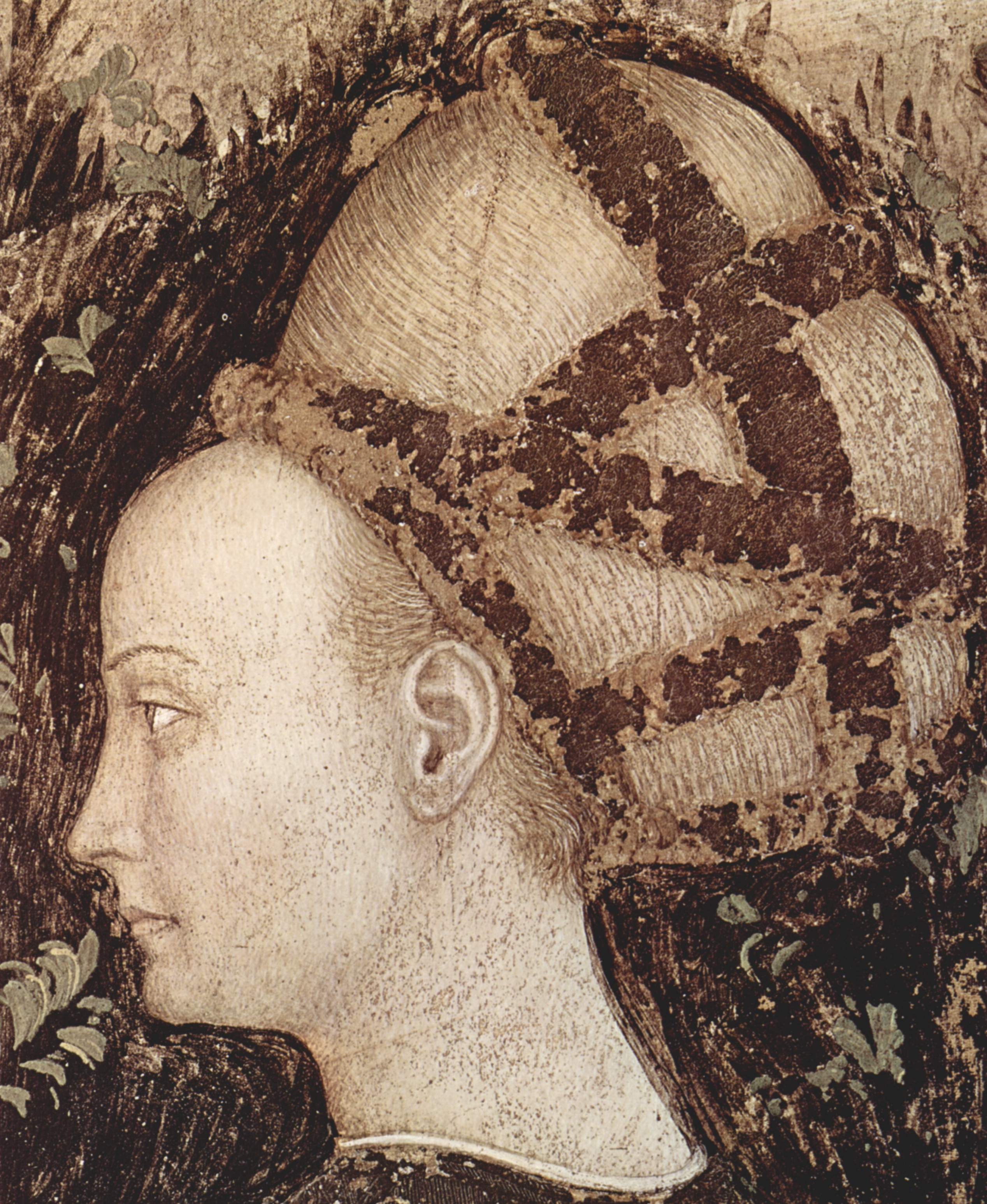
Dettaglio della principessa

La parte sinistra è occupata dal corteo di curiosi, di dimensione minore, radunatisi nei pressi dell'attracco, dove è già pronta la barca con la quale l'eroe deve salpare. I loro volti presentano una grande varietà di ritratti, studiati accuratamente come testimoniano i molti disegni fatti da Pisanello e dalla sua bottega (in larga parte nel Codice Vallardi, al Cabinet des Dessins del museo del Louvre). Tra questi spiccano i due volti grotteschi a sinistra, forse due "turcimanni", ispirati dalle descrizioni degli Ottomani che stavano assediando l'Impero bizantino, o suggestionati da più antichi resoconti sull'invasione dell'Orda d'Oro.
Anche il paesaggio sembra partecipare silenziosamente al clima allucinante e rarefatto della partenza. La parte superiore è occupata da un'alta rupe che incombe sul mare, molto goticheggiante, e dalla città ideale di Trebisonda, dalla ricchissima architettura, popolata da fitte torri, guglie di edifici religiosi e, all'estrema destra, un castello. Queste immaginifiche architetture contribuiscono alla creazione di un'atmosfera fiabesca, rotta però, come tipico nel gotico internazionale, da notazioni macabre e grottesche: fuori dalla porta cittadina si trovano infatti due impiccati alla forca, uno addirittura coi pantaloni abbassati. Alcuni hanno rilevato una certa "fiorentinità" dello sfondo, con la torre merlata che ricorda da vicino quella di Arnolfo, il campanile appuntito come quello della Badia Fiorentina e gli impiccati che l'autore avrebbe avuto modo di poter vedere quotidianamente nella piazza delle Forche, dove si trovava la chiesa di Santa Maria della Croce al Tempio in cui, secondo la testimonianza (peraltro unica) di Vasari, l'artista avrebbe dipinto alcuni affreschi perduti. Si tratta di osservazioni non condivise da tutta la critica, mirate a provare il soggiorno dell'artista a Firenze verso il 1423, secondo un filone critico che vorrebbe l'artista partecipe delle novità rinascimentali.
Il cielo è ormai annerito e non permette di comprendere i giochi di luce che unificavano la rappresentazione. I volti hanno perso le velature a tempera, acquistando un pallore esasperato, come si vede bene nel volto del san Giorgio. L'argento delle armature, ottenuto anche con inserti metallici, è quasi completamente sparito, lasciando anche qui una superficie annerita. Nel lato perduto del dipinto si sono salvati pochi dettagli, come quello, vivissimo, di una salamandra che cammina tra i resti (ossa e altro) dei pasti del drago.

### Interpretazione

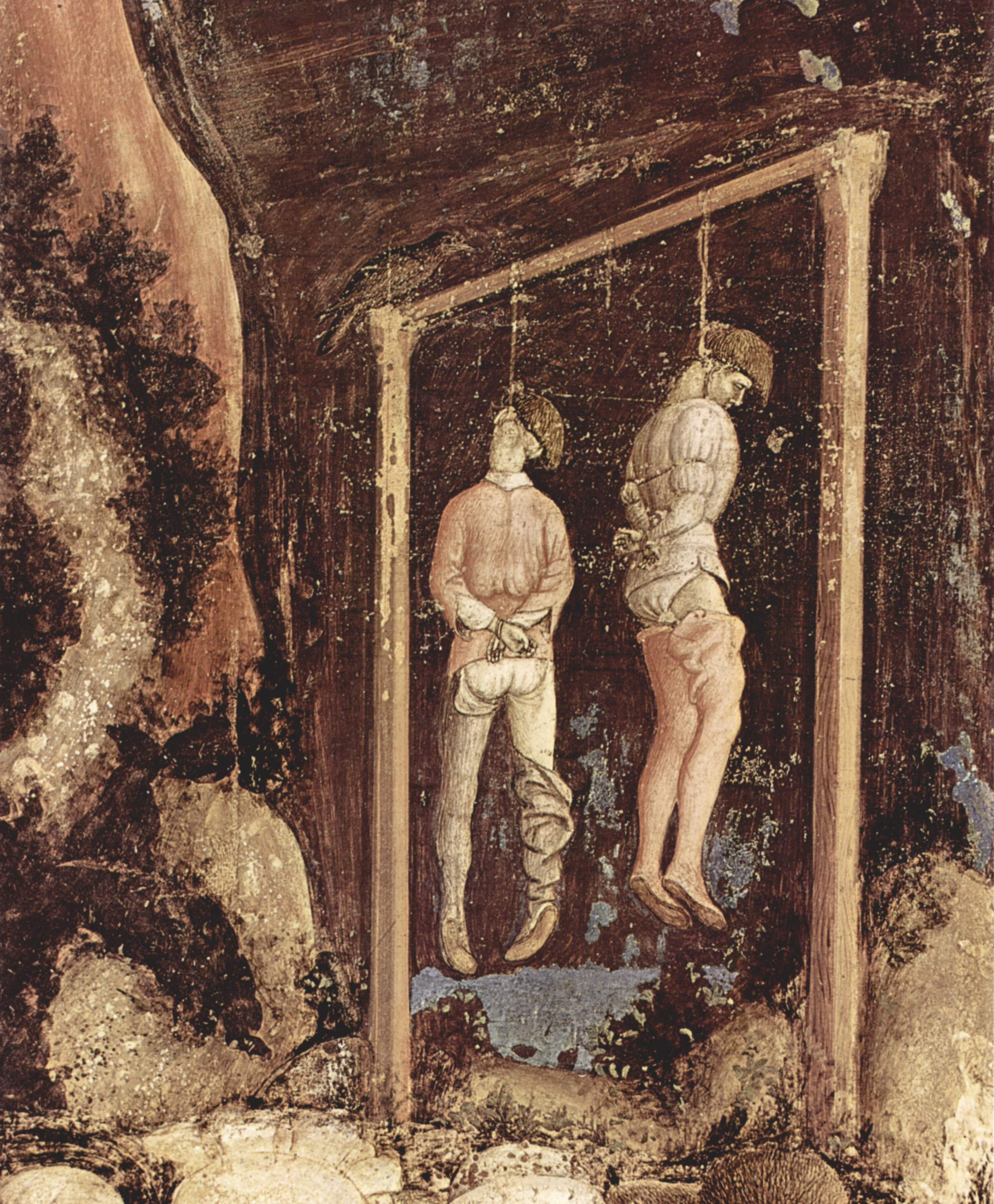
Gli impiccati

Esistono diverse interpretazioni in chiave storica di questo affresco. Una di queste si ricollega ad altre opere nel quadro delle iniziative per il riavvicinamento tra Chiesa greca e Chiesa latina, il salvataggio di Costantinopoli e dell'eredità del pericolante Impero bizantino. La possibilità è suggerita dalla presenza di personaggi con i cappelli tipici della corte bizantina, e dal tema generale: San Giorgio sarebbe il simbolo della Cristianità che si prepara a liberarsi da un pericolo oltremare (i turchi), per salvare una principessa che rappresenterebbe Costantinopoli, in particolare nelle fattezze di Maria Comnena di Trebisonda, moglie di Giovanni VIII Paleologo. Il drago sarebbe quindi una rappresentazione simbolica del sultano ottomano Murad II, con i due cuccioli, uno più grande (Maometto II) e uno più piccolo (Alaeddin Alì).
Studi più recenti interpretano in maniera differente l'opera, avvicinandola all'ambiente veronese. Essa potrebbe infatti alludere alle vicende della famiglia Pellegrini e al sentimento anti-veneziano che era sorto nella Verona dei primi anni del Quattrocento a causa dell'autonomia perduta. Nel 1411, infatti, vi fu l'incursione dell'esercito imperiale di Sigismondo d'Ungheria sostenuto da Brunoro della Scala seguita, nel 1412, da una sollevazione filo-scaligera in città. Il "corteo reale" dell'affresco di Pisanello potrebbe quindi essere una raffigurazione dell'imperatore e del suo seguito mentre il drago alato, ritratto come un animale anfibio, rappresenterebbe Venezia che proprio in quel periodo aveva conquistato Verona insieme agli altri Domini di Terraferma, e che aveva per simbolo il leone alato, spesso rappresentato con due zampe in acqua. La sollevazione filo-scaligera provocò una forte repressione da parte della Repubblica di Venezia con la conseguente condanna a morte per impiccagione di molti ribelli, un dettaglio ben rappresentato nello stesso affresco. La figura della principessa potrebbe invece essere il ritratto dalla giovane sposa di Cristoforo Pellegrini, Laura Nogarola, un modello facilmente accessibile per il pittore.

## Stile

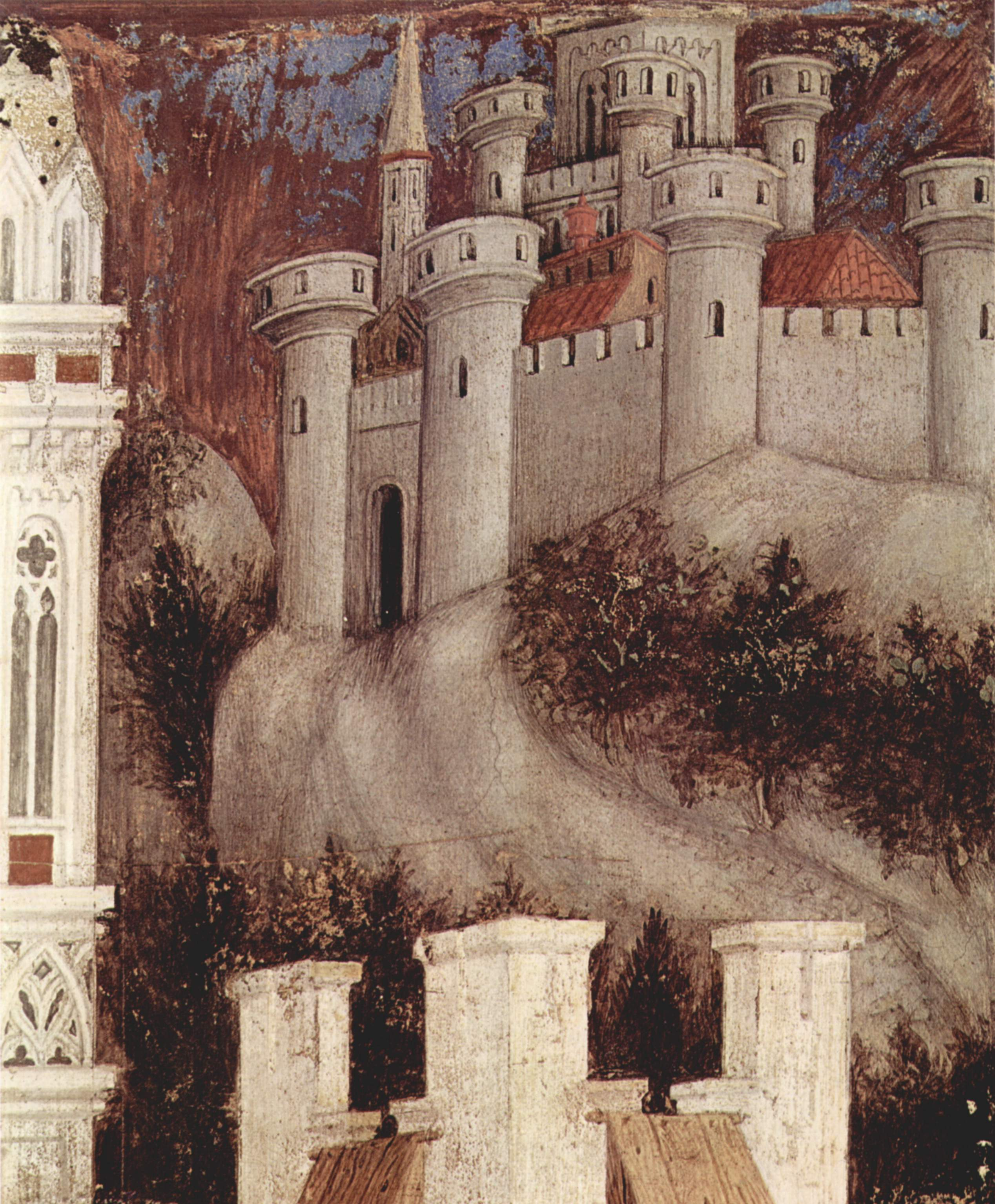
Il castello

La degradazione del colore, anche nelle parti meglio conservate, rende oggi, nonostante i restauri, alquanto difficile un giudizio sui valori pittorici dell'opera che, a giudicare dalle tracce sopravvissute qua e là, dovevano essere altissimi. Molti hanno rilevato alcune affinità con opere di Gentile da Fabriano, in particolare la Pala Strozzi (1423), come la somiglianza di uno dei cavalieri col secondo Magio, o le analogie nelle rocce e nel paesaggio, che però in Pisanello assumono una forza molto più prorompente.
L'affresco è immerso in un'atmosfera cortese in cui è calata la leggenda di san Giorgio. Le tinte sono delicate, gli incarnati hanno colori morbidi che ricordano le opere di Gentile da Fabriano. Anche la plasticità delle figure è derivata dalla lezione di Gentile. L'accurata descrizione dell'ambiente proviene invece dalla tradizione tardogotica transalpina, filtrata dalla cultura lombarda. Il gusto per la linea scattante, che dirige lo sguardo dello spettatore sugli infiniti dettagli, è tipico di Pisanello e crea un insieme sia teso, come si addice al tema, sia elegante.
Un certo avanzamento, più o meno consapevole, verso una sensibilità definibile "rinascimentale", si registra però nella nuova disposizione psicologica dei personaggi, caratterizzata da un'emotività pensosa che rompe con il tradizionale distacco impenetrabile dei personaggi del mondo cortese. È inoltre innegabile una riconquista di valori plastici e spaziali che, sebbene siano esenti da un'impostazione prospettica razionale, mostrano l'abilità del pittore nel disporre le figure su più piani, soprattutto negli arditi e convincenti scorci dei cavalli. Il paesaggio scollegato dal primo piano ("rialzato") e contraddicente la geometria prospettica si trova dopotutto anche in pittori toscani, a partire da Paolo Uccello.

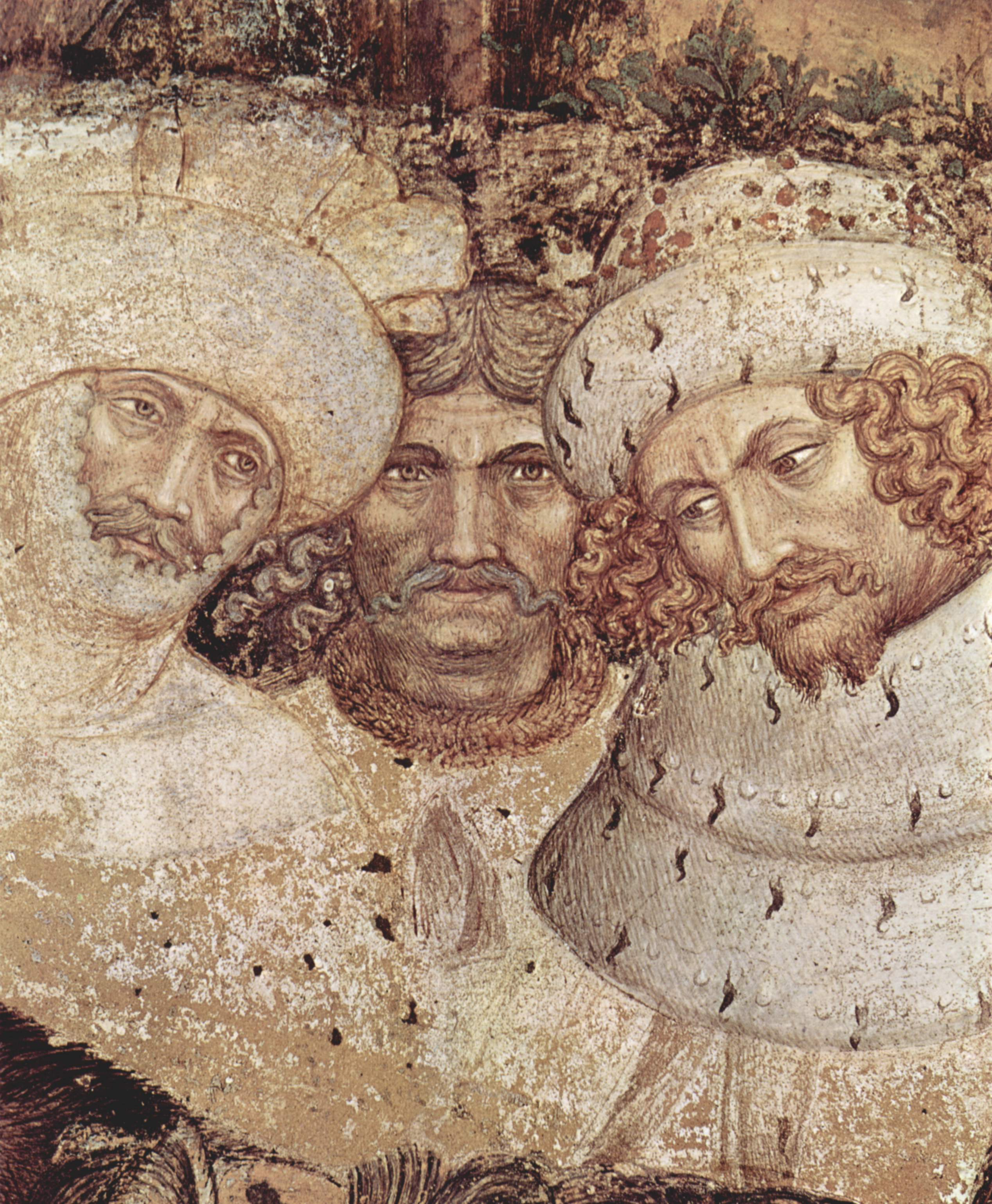
Ritratti
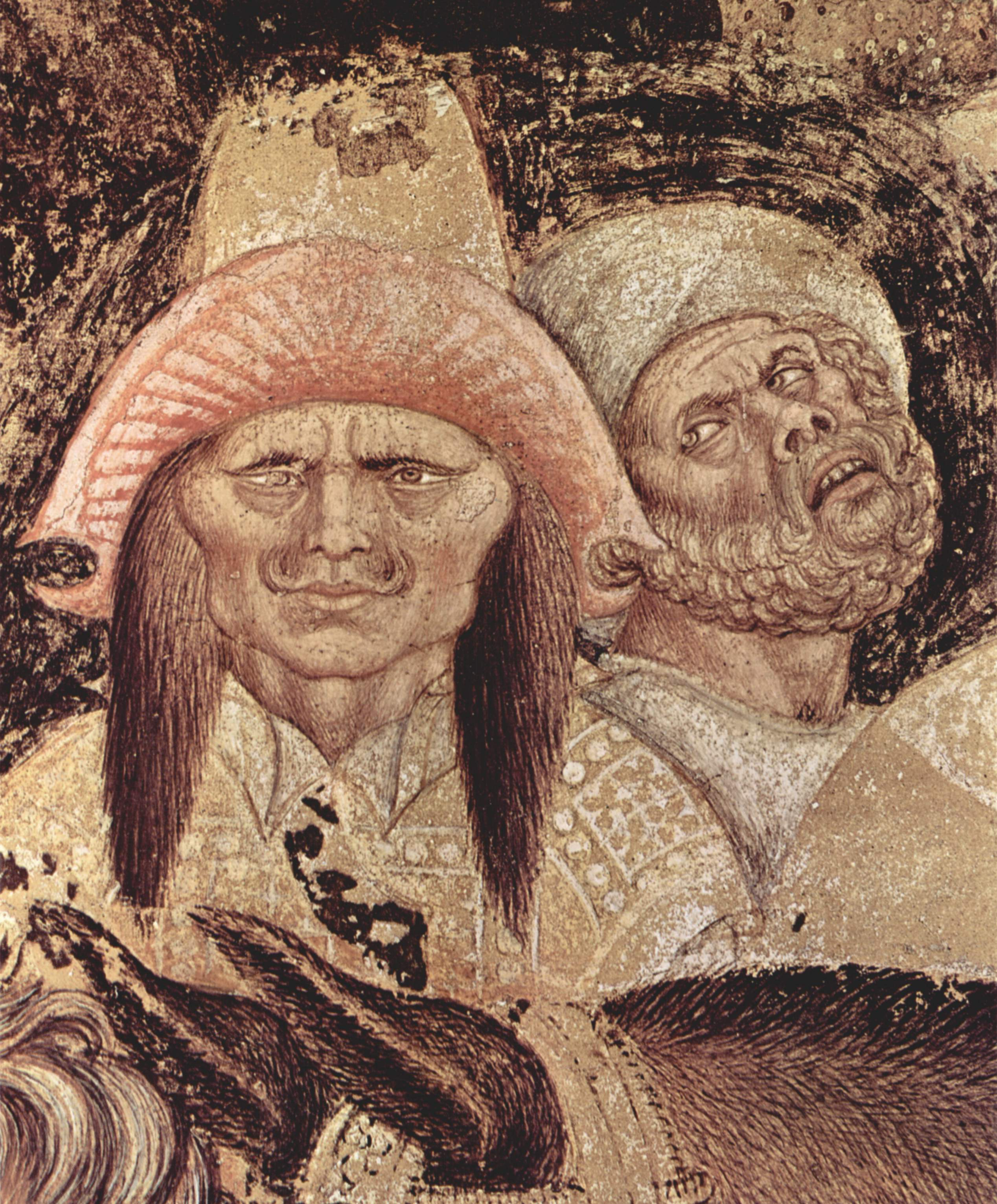
Ritratti
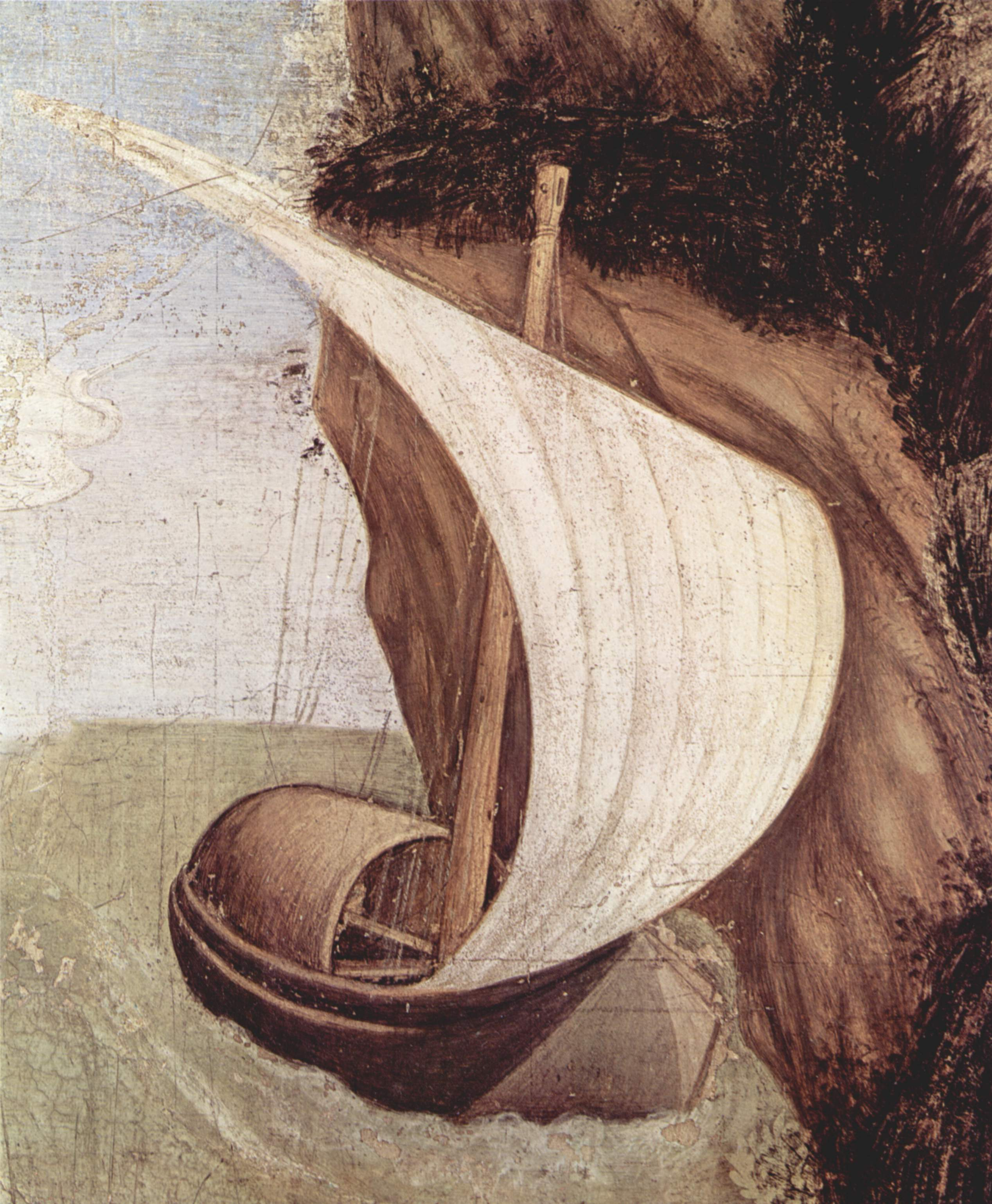
La barca
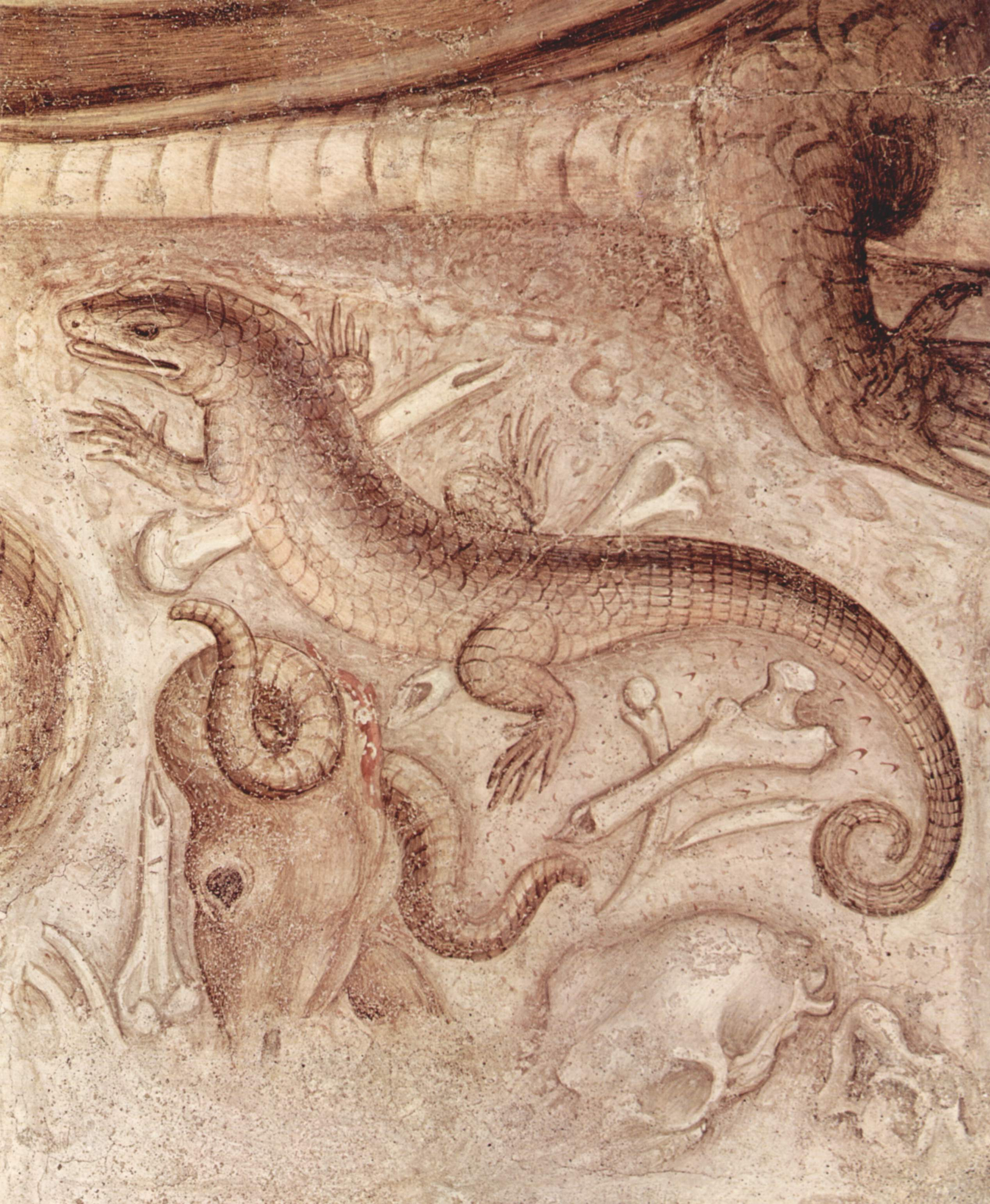
Avanzi consumati dal drago